# Biblioteca Pública de Cot
La Biblioteca Pública de Cot está ubicada en el cantón de Oreamuno de la Provincia de Cartago. Forma parte del Sistema Nacional de Bibliotecas (SINABI) ente rector  de las Bibliotecas públicas en Costa Rica. Fue creada con miras al desarrollo cultural, social y educativo de la comunidad.

## Reseña histórica
En 1976 el profesor Daniel Jiménez Calvo, docente de Orientación del Colegio Nocturno de Cartago (Costa Rica), instó a los estudiantes de la institución organizar un comité con la finalidad de crear una biblioteca de carácter público y comunal, por ende,  por lo cual culminaron el proceso de la creación de la biblioteca en ese año y se fundó con la presencia del cura Dagoberto Méndez Carpio.
Para la apertura de la biblioteca el acervo bibliográfico fue donado por la Asociación de Desarrollo, la cual constaba de 400 volúmenes de libros , asimismo, la comunidad apoyó con otros 600 volúmenes, para el beneficio de los uusarios, culminando la apertura oficial de la biblioteca  el 14 de marzo de 1977. Hoy en día la unidad cuenta con un edificio propio, por el esfuerzo de la comunidad de Cot de Cartago, Costa Rica.

## Recursos y servicios
Como Biblioteca Pública que brinda colecciones de recursos bibliográficos a sus usuarios, a su vez ofrece servicios como los siguientes: 
- Referencia para la recuperación y búsqueda de Libros de texto, Cuentos o fuentes de información de diversa temática
- Archivo Documental
- Préstamo a sala y domicilio
- Sala infantil para los Niños

### Programas
En coordinación con el Sistema Nacional de Bibliotecas (SINABI) realizan diversos programas para la comunidad:
- Actividades culturales y de extensión para las diferentes poblaciones de la comunidad como los Niños, Jóvenes o Adultos mayores
- Coordinación y préstamo del auditorio a grupos de la comunidad para eventos culturales, de apoyo a la salud, a la investigación, a la superación personal y al desarrollo del Cantón de Cot.